# سینما شقایق (بابلسر)
سینما شقایق یک سینما در شهر بابلسر، ایران است.
این سینما دارای یک سالن با ظرفیت ۶۵۰ نفر می‌باشد و در سال ۱۳۸۷ نوسازی شده‌است.